# Asger Warburg
Asger Warburg (3. februar 1922 – ?) var en dansk professionel bokser i fjervægtsklassen. 
Asger Warburg boksede som amatør for bokseklubben Gefion. Warburg var en succesfuld amatørbokser, men nåede ikke at vinde det danske mesterskab. Han vandt dog over den senere europamester Jørgen Johansen ved københavnsmesterskabet i 1946. 
Asger Warburg debuterede som professionel bokser den 17. september 1946 i KB Hallen, da han mødte den forholdsvis stærke franskmand Jean Bedin, der som amatør havde vundet Paris-mesterskabet i weltervægt. Warburg tabte til franskmanden på point. 
Warburg boksede i de følgende år en lang række kampe, men de fleste af modstanderne var af tvivlsom kvalitet. Warburg mødte dog den 20. oktober 1950 den belgiske mester Jean Machterlinck, men tabte på en øjenskade. I en returkamp en måned senere tabte Warburg på point. Asger Warburg boksede sin eneste professionelle kamp uden for Skandinavien, da han i karrierens sidste kamp 17. maj 1952 tabte til Altidoro Polidori i Grosetto, Italien på point efter 10 omgange. 
Asger Warburg opnåede 33 kampe (25 sejre (6 før tid), 7 nederlag og 1 uafgjort).
Under krigen af Asger Warburg med i Modstandsbevægelsen. Han blev på et tidspunkt såret af et vådeskud gennem knæet, hvilket dog ikke hindrede ham i at fortsætte boksekarrieren.

## Eksterne links
- Asger Warburgs professionelle rekordliste på boxrec.com